# Gindou
Gindou är en kommun i departementet Lot i regionen Occitanien i södra Frankrike. Kommunen ligger i kantonen Cazals som tillhör arrondissementet Cahors. År 2022 hade Gindou 357 invånare.

## Befolkningsutveckling
Antalet invånare i kommunen Gindou
| Referens: INSEE |